# Лев XII
Лев XII (лат. Leo PP. XII, итал. Leoni XII, в миру Аннибале, граф делла Дженга; 2 августа 1760 или 22 августа 1760, Дженга, Папская область — 10 февраля 1829[…], Рим) — папа римский с 28 сентября 1823 года по 10 февраля 1829 года.

## Ранние годы
Аннибале, граф делла Дженга родился 22 августа 1760 года в замке Дженга около Сполето, в семье Флавио делла Дженга и Марии-Луизы Периберти ди Фабриано. Он получил образование в Папской церковной академии в Риме, где был рукоположен в священники в 1783 году. Стал каноником Собора святого Петра.

## Папский нунций
В 1792 году папа Пий VI сделал его титулярным архиепископом Тира и отправил в Люцерн в качестве нунция. В 1794 году Дженга был переведен в нунциатуру в Кёльне, но из-за войны ему пришлось устроить свою резиденцию в Аугсбурге.
Во время его пребывания в Германии Дженге было поручено несколько почетных и трудных миссий, которые свели его со дворами Дрездена, Вены, Мюнхена и Вюртемберга, а также лично с Наполеоном I. После ликвидации Наполеоном Папского государства (1798) он жил в течение нескольких лет в аббатстве Монтичелли, занимая свой досуг музыкой и птичьей охотой.

## Кардинал
В 1814 году Дженга был делегирован во Францию с поздравлениями восстановленному на троне Людовику XVIII. В 1816 году он получил кардинальскую шапку и был назначен епископом Сенигаллии. Этот пост он покинул в 1818 году по состоянию здоровья. В мае 1820 года папа Пий VII назначил Дженгу на важнейший пост викария Рима.

## Избрание
Папа Пий VII умер в 1823 году после длительного понтификата. На конклаве 1823 года Дженга был кандидатом от францисканцев и, несмотря на активное противодействие Франции, был избран в качестве нового папы 28 сентября 1823 года, приняв имя Льва XII. Его избрание было во многом обусловено тем, что считалось, будто он на пороге смерти (на выборах он даже якобы отметил своё слабое здоровье, заявив кардиналам, что они собираются «избрать мертвеца»), однако затем здоровье Дженги неожиданно улучшилось.

## Внешняя политика
Секретарь Пия VII, Эрколе Консальви, который был соперником Дженги на конклаве, был немедленно уволен, а политика Пия отвергнута. Внешняя политика Льва XII оказалась в руках сначала восьмидесятилетнего Джулио Мария делла Сомалья, а затем — Томмазо Бернетти и сводилась к заключению нескольких выгодных для папства конкордатов. Лев XII вёл скромный образ жизни, снижал налоги и нашёл деньги на некоторые государственные реформы, но в итоге оставил после себя опустошённую казну, и даже Юбилейный 1825 год не поправил финансы церкви.

## Внутренняя политика

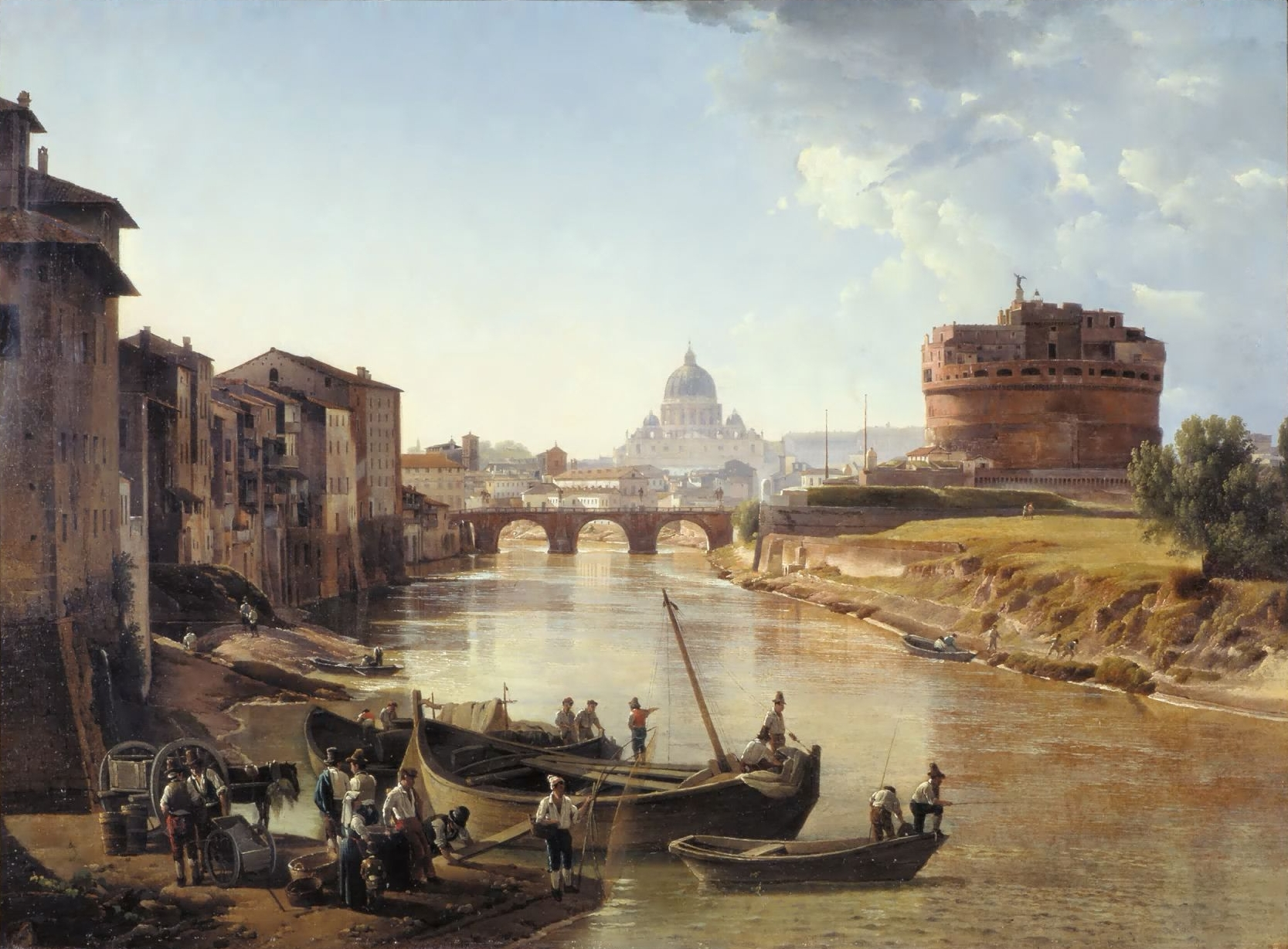
Рим во времена Льва XII, художник Сильвестр Щедрин

Взойдя на трон Святого Петра, Лев XII выбрал явно реакционное направление политики как во внутренних делах папского государства, так и в отношениях с европейскими странами послереволюционной эпохи. Он был полон решимости изменить состояние общества, вернув его к старым обычаям и законам, которые считал замечательными, и настойчиво добивался этой цели. Папа осудил библейские общества и под иезуитским влиянием реорганизовал систему образования, поместив его полностью под контроль иезуитов в булле «Quod Divina Sapientia». Кроме того, он добился возвращения латыни в документооборот судов, также перешедших под контроль церковной власти. Все благотворительные учреждения в Папской области были поставлены под непосредственный контроль папы. По мнению некоторых современных авторов, Лев XII также запретил вакцинацию. 
В Риме евреи снова были загнаны в гетто, им было запрещено владеть имуществом. Это заставило многих евреев Рима эмигрировать в Триест, Ломбардию и Тоскану.
Папская полиция следила за моралью жителей Рима. По указанию Льва XII кардинал Риваролли объявил беспощадную войну любым проявлениям непослушания и революционным «реликтам». Усмирение различных тайных организаций приобрело чудовищные размеры. Не было недостатка в смертных приговорах, тюрьмы были заполнены противниками возвращения «старого порядка». Жестокость папы и его чиновников возмутила население городов Папской области и всей Италии.

## Смерть

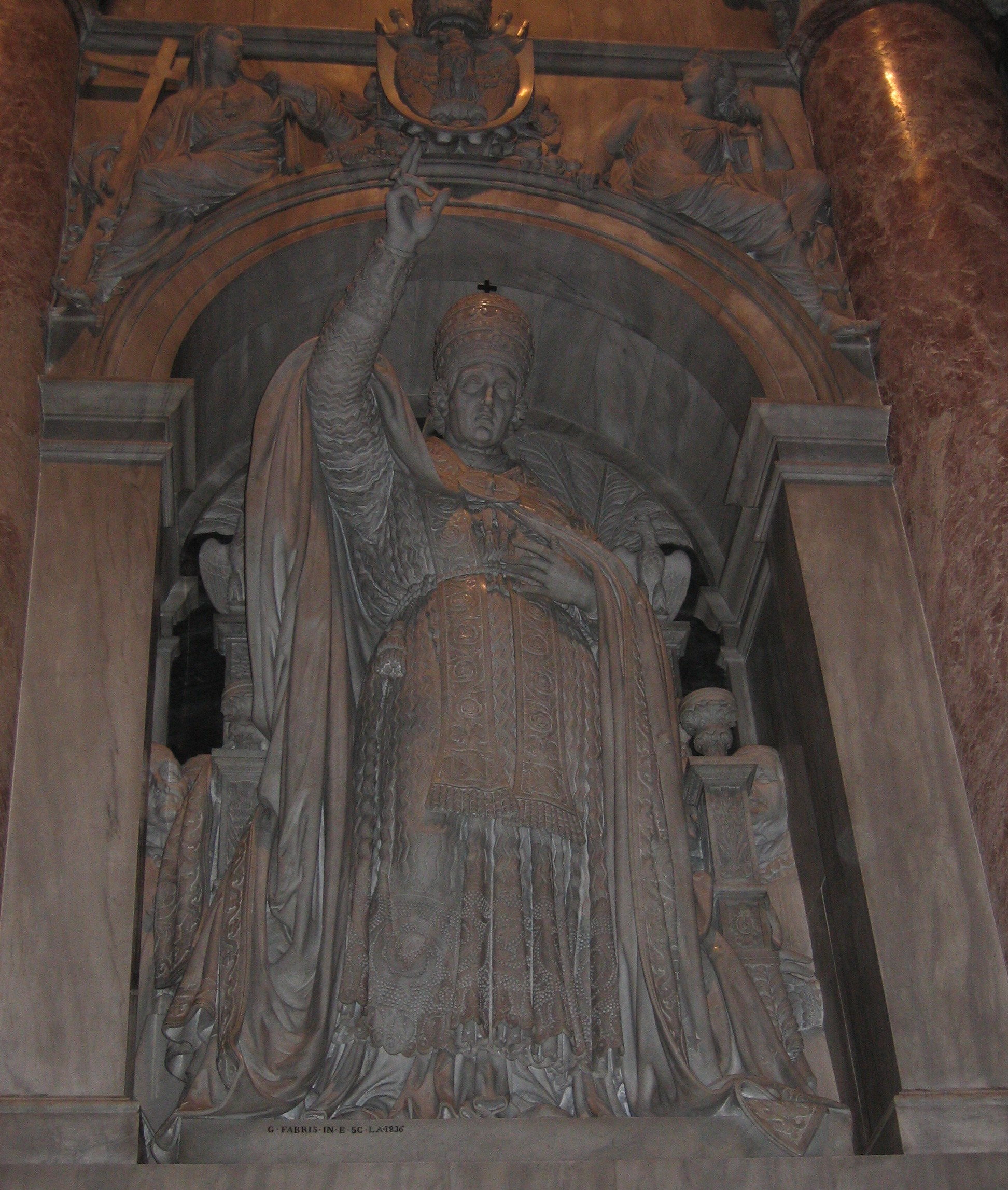
Гробница Льва XII

5 февраля 1829 года после частной аудиенции с новым государственным секретарем Ватикана, Томмазо Бернетти, Папа внезапно заболел. 8 февраля он попросил соборования и был помазан. 9 февраля он впал в бессознательное состояние и на следующее утро умер. Папа был похоронен в гробнице в базилике Святого Петра.
Лев XII был человеком благородного характера, склонным к порядку, но ему не хватало мудрости в оценке событий своего времени. Его правление было непопулярно в Риме и Папской области, и его действия значительно сократили шансы преемников на решение новых проблем, вставших перед ними.

## Энциклики
Во время своего понтификата c 28 сентября 1823 года по 10 февраля 1829 года Лев XII издал 5 энциклик:
| Латинское название   | Русское название               | Краткое содержание                                                                  | Дата написания       | Текст энциклики               |
| 1. Ubi Primum        | Как только                     | О планируемых церковных мероприятиях понтификата Льва XII и обязанностях епископов. | 5 мая 1824 года      | * «Ubi Primum» (англ.)        |
| 2. Quod Hoc Ineunte  | Кажется, что это годы раннего  | Провозглашение 1825 года Юбилейным годом.                                           | 24 мая 1824 года     | * «Quod Hoc Ineunte» (англ.)  |
| 3. Charitate Christi | Любовь Христа                  | О праздновании Юбилейного года во всей Церкви.                                      | 25 декабря 1825 года | * «Charitate Christi» (англ.) |
| 4. Quo Graviora      | Тяжелее                        | О тайных обществах. Осуждение масонства.                                            | 13 марта 1826 года   | * «Quo Graviora» (англ.)      |
| 5. Quanta Laetitia   | Сколько он чувствует радостное | О Шотландии.                                                                        | 13 февраля 1827 года | * «Quanta Laetitia» (итал.)   |